# Jonas Brändle
Jonas Brändle (* 6. Mai 2000) ist ein deutscher Fußballspieler, der als Verteidiger beim FC 08 Villingen spielt.

## Karriere
Der aus Sigmaringen stammende Brändle spielte als Jugendspieler für den FC Inzigkofen/Vilsingen/Engelswies 99, FV Ravensburg und SC Pfullendorf, bevor er 2015 zum 1. FC Heidenheim kam. Sein Zweitligadebüt für Heidenheim gab er am 8. März 2019, als er in der 87. Minute für Marc Schnatterer im Spiel gegen den VfL Bochum (Endstand 0:1) eingewechselt wurde. 
Im Juli 2019 rückte er fest in den Profikader, nachdem er in der Saison 2019/20 ohne Pflichtspieleinsatz im Profiteam geblieben war, wurde er im August 2020 für die Saison 2020/21 an den württembergischen Regionalligisten SG Sonnenhof Großaspach verliehen. Danach wechselte er direkt zum SG Großaspach und spielte dort eine Saison. 2022  ging er beim FC 08 Villingen unter Vertrag.